# Novomatic
Die Novomatic AG (Eigenschreibweise NOVOMATIC) ist ein global agierender Glücksspielkonzern mit Stammsitz in Gumpoldskirchen in Österreich. Der Konzern betreibt Spielbanken, elektronische Casinos und Sportwettlokale, vermietet Glücksspielgeräte und entwickelt und produziert Spielausstattungen und Spielsysteme. Die Unternehmensgruppe beschäftigte im Jahr 2024 mehr als 26.200 Mitarbeiter weltweit, davon rund 3.200 in Österreich. Zum Novomatic AG-Konzern gehört mit der Admiral Sportwetten GmbH auch der mit über 200 Standorten filialstärkste Sportwetten-Anbieter Österreichs.
Der Novomatic-AG-Konzern ist in mehr als 130 Ländern weltweit tätig und erwirtschaftete im Geschäftsjahr 2024 einen Umsatz von rund 3,5 Milliarden Euro.

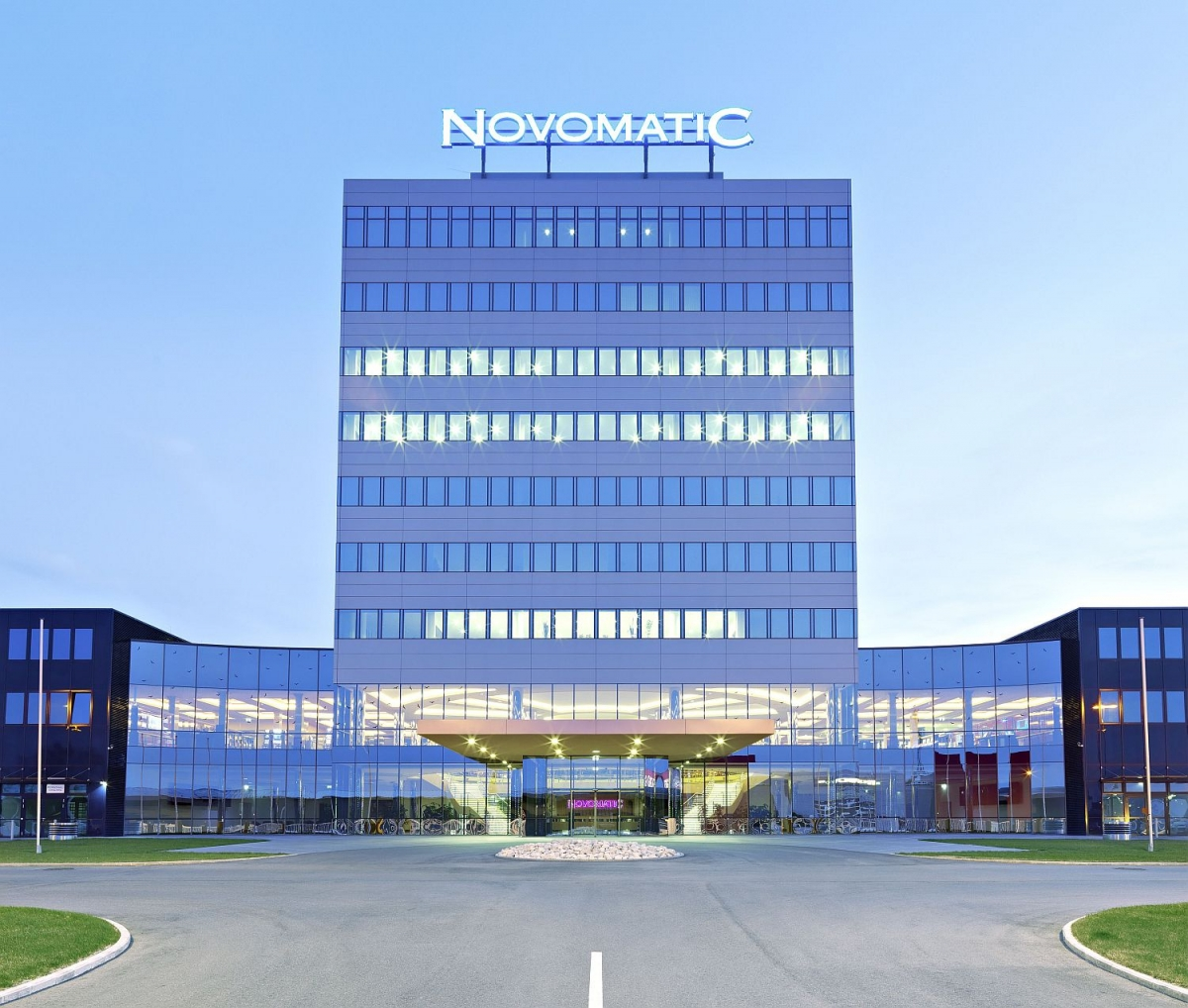
Novomatic-Geschäftszentrale Gumpoldskirchen (2013)

## Geschichte und Politik
Der gelernte Fleischermeister Johann F. Graf gründete zusammen mit dem Elektrohändler Gerhard Brodnik 1974 die Brodnik & Graf GmbH und startete mit dem Import von belgischen Flipperautomaten. Die Karriere der beiden Unternehmer begann zu dem Zeitpunkt, an dem der Umstieg von elektromechanisch betriebenen Slotmaschinen auf elektronische erfolgte. Grafs Startkapital damals betrug 50.000 Schilling (3.634 Euro).
Im Jahr 1980 verließ Graf die Firma und rief die Novomatic Automatenhandels GmbH ins Leben, die sich hauptsächlich mit der Herstellung und dem Vertrieb von Glücksspielautomaten beschäftigen sollte und dies nach einer inzwischen erfolgten Umstrukturierung in eine Aktiengesellschaft auch noch bis heute tut. Weiters umfasst der Tätigkeitsbereich des Konzerns die Planung und Errichtung schlüsselfertiger Casinos und Casino-Management-Systeme. Die Aktienmehrheit des Unternehmens liegt auch heute noch in Grafs Händen.
Im Jahr 2010 übernahm die Novomatic-Tochter Astra Games Ltd. 70 % am österreichischen Online-Spiele-Unternehmen Greentube. Im September 2011 erwarb Astra Games Ltd. die restlichen 30 Prozent Anteile.
Im Winter 2012 wurden Casino-Lizenzen für sechs österreichische Städte (Bregenz, Innsbruck, Salzburg, Graz, Linz und Wien) vom österreichischen Finanzministerium ausgeschrieben. Auch die Novomatic bewarb sich. Die Vergabe verlief zugunsten der Casinos-Austria-Gruppe, welche dadurch ihre Konzessionen behalten durfte.
Am 2. Juni 2016 erklärte das Landesverwaltungsgericht Niederösterreich, dass die Ausstellung der Automatenkonzession von 2012 an die Novomatic-Tochter Admiral rechtswidrig gewesen sei. Es gab vier andere Bewerber, und obwohl bis zu drei Konzessionen möglich gewesen wären, wurde nur eine Lizenz für das kleine Glücksspiel ausgestellt. Der Verwaltungsgerichtshof hob den Bescheid der Konzessionsausstellung wegen einer „Verletzung von Verfahrensvorschriften“ auf. Novomatic durfte die Automaten aber weiterhin auch ohne die Lizenz in Niederösterreich betreiben, da das Landesglücksspielgesetz in einem Passus besagt, dass Automaten auch nach Wegfall der Konzession bis zu 18 Monate weiter betrieben werden dürfen.
EU-Kommissar Johannes Hahn (ÖVP) war von 1997 bis 2003 während seiner Zeit als Wiener Landtagsabgeordneter im Vorstand der Novomatic, der frühere Innenminister Karl Schlögl (SPÖ) war von 2004 bis 2011 Mitglied des Aufsichtsrates, Ex-Kanzler Alfred Gusenbauer (SPÖ) beriet das Unternehmen in Südamerika und Osteuropa und war auch Aufsichtsrat der deutschen Tochter Löwen Entertainment. Die frühere Bundessprecherin der Grünen Eva Glawischnig leitet von März 2018 bis 2021 den Bereich Corporate Responsibility and Sustainibility. Barbara Feldmann (ÖVP) ist seit 2014 Mitglied des Aufsichtsrates der Novomatic und seit 2017 auch der deutschen Tochter Löwen Entertainment.
Ende 2017 zog sich die Novomatic-Gruppe aus dem Online-Glücksspiel in Deutschland zurück. Seitdem können Spieler aus dieser Region die Angebote nicht mehr nutzen.
Im Jahr 2018 trat Novomatic mit allen Produkten in den moldauischen Markt ein.
2020 trat Harald Neumann als Vorstandsvorsitzender zurück, Ryszard Presch und Johannes Gratzl übernahmen die bisherigen Vorstandsagenden von Harald Neumann.

## Konzernstruktur
Novomatic verfügt nach eigenen Angaben über Standorte in mehr als 50 Staaten.

### Tochterunternehmen & Beteiligungen (Auszug)
- NOVOMATIC AG (Österreich, 100 %) Holding, F&E, Produktion, Vertrieb
- ADMIRAL Casinos & Entertainment AG (Österreich, 100 %) Betreiber von Spielstätten
- Admiral Sportwetten GmbH (Österreich, 100 %) Sportwettenanbieter
- Österreichische Lotterien GmbH (Österreich, 9,45 %) Lotteriebetreiber
- Greentube GmbH (Österreich, 100 %) F&E, Betrieb und Vertrieb von Online und Mobile Casino-Lösungen sowie Server-based Terminal Solutions
- Funstage GmbH (Österreich, 100 %) Vertrieb Online
- LÖWEN ENTERTAINMENT GmbH (Deutschland, 100 %) F&E, Produktion, Vertrieb
- ADMIRAL ENTERTAINMENT GmbH (Deutschland, 100 %) Betreiber von Spielstätten
- Spielbank Berlin GmbH & Co. KG (Deutschland, 60 %) Betreiber von Spielbanken
- NOVOMATIC Gaming UK Ltd. (Großbritannien, 100 %) Vertrieb
- RAL Ltd. (Großbritannien, 100 %) Betreiber von Spielstätten
- Luxury Leisure Ultd. (Großbritannien, 100 %) Betreiber von Spielstätten
- NOVOMATIC Italia S.p.A. (Italien, 100 %) F&E, Produktion, Vertrieb
- Allstar S.r.I. (Italien, 100 %) Betreiber von Spielstätten
- Admiral Gaming Network S.r.l. (Italien, 92,83 %) Konzessionär, Vernetzungstechnologie
- HBG Connex S.p.A. (Italien, 80 %) Konzessionär
- NOVOMATIC Gaming Spain S.A. (Spanien, 100 %) F&E, Produktion, Vertrieb
- Admiral Slots S.A. (Spanien, 100 %) Betreiber von Spielstätten
- NOVOMATIC Netherlands B.V. (Niederlande, 100 %) F&E, Produktion, Vertrieb
- Casino Admiral Holland B.V. (Niederlande, 100 %) Betreiber von Spielstätten
- Alfor SIA (Lettland, 60 %) Betreiber von Spielstätten
- Novo Investment RO SRL (Rumänien, 100 %) Vertrieb
- Admiral Leisure SRL (Rumänien, 100 %) Betreiber von Spielstätten
- Novo VLTech Solutions SRL (Rumänien, 100 %) Betreiber von Video Lottery     Terminals
- NOVOMATIC Technologies Poland Sp. z o.o. (Polen, 100 %) F&E
- NOVOBET Sp. z o.o. (Polen, 100 %) Betreiber von Spielbanken
- Ainsworth Game Technology Ltd. (Australien, 52,90 %) F&E, Produktion, Vertrieb
- NOVOMATIC Americas Sales LLC (USA, 100 %) Vertrieb

Quelle Geschäftsbericht 2022:

## Kontroversen

### Österreich

#### Verdacht auf versuchten Gesetzeskauf
Die Wirtschafts- und Korruptionsstaatsanwaltschaft (WKSta) veranlasste im Oktober 2014 Hausdurchsuchungen beim Ex-Generaldirektor Franz Wohlfahrt des Glücksspielunternehmens Novomatic AG. Konkret ging es um den Verdacht der Bestechungszahlung an Karl-Heinz Grasser (Ex-Finanzminister) für dessen Unterstützung bei der Liberalisierung des Glücksspielmonopols und der versuchten Erteilung einer Glücksspielkonzession an die Novomatic AG im Jahr 2005. Die Razzien fanden laut Zeitschrift „FORMAT“ in der Kanzlei und in der Wohnung von Franz Wohlfahrt in Wien sowie in dessen früheren Büroräumen in der Novomatic-Zentrale in Gumpoldskirchen statt. Als Beschuldigte wurden Karl-Heinz Grasser, Walter Meischberger und ein ehemaliger Vorstand der Novomatic AG geführt. Kurz vor der Razzia trat Franz Wohlfahrt im Juli 2014 von seiner Funktion als Novomatic AG Chef zurück. Neuer Chef wurde Harald Neumann, der zuvor im Bundesrechenzentrum tätig war, wo jetzt Novomatic ihre Spielautomaten an das Finanzamt angeschlossen hat, um diesem die Kontrolle der Höhe der Einspielergebnisse zu ermöglichen. Das Verfahren wurde im April 2017 eingestellt.

#### Wien
Rund 80 Spieler forderten ihr im Glücksspiel verlorenes Geld zurück und erstatteten Anzeige. Von 138.350 Euro, die ein Spieler im Novomatics Admiral-Casino im Wiener Prater zwischen 2005 und 2012 verspielt hatte, musste ein Tochterunternehmen der Novomatic 107.420 Euro zurückzahlen. (Urteil nicht rechtskräftig, Novomatic beruft.)  Die Argumentation war, der Spieler hätte bei mit dem Glücksspielgesetz (GSpG) konformem (mittlerweile in Wien verbotenem) „kleinem Glücksspiel“, also 50 Cent Maximaleinsatz und 20 Euro Maximalgewinn, keinen Anreiz zum Spielen gehabt. Mit einer Einsatztaste könne jedoch der Einsatz erhöht werden und mit der Automatik-Starttaste Serienspiele durchgeführt werden. Das Gericht führte einen Lokalaugenschein durch und fertigte ein Video an. Bei automatischem Spiel sei nur mehr ein Rattern, jedoch keine Abfolge einzelner Spiele wahrnehmbar. „Die im Kreditfeld angezeigte Summe reduziert sich in Sekundenbruchteilen um Euro-Beträge.“ Es dauerte nur 32 Sekunden, bis bei einem bestimmten Spiel 50 Euro verspielt waren – trotz eines Zwischengewinns von fünf Euro.

### Italien
Die Novomatic Tochtergesellschaft G. Matica hatte das Abrechnungssystem für die vorgeschriebene Vernetzung von Automaten mit dem italienischen Finanzamt nicht installiert und war 2012 zu einer Strafe von 150 Millionen Euro verurteilt worden. Novomatic erachtete die Forderung den Angaben zufolge als „völlig unberechtigt“ und ging gegen die erstinstanzliche Entscheidung in Berufung. Im Juni 2014 bezahlte Novomatic eine Vergleichssumme von 47,5 Millionen Euro.

### Polen
2009 plante die polnische Regierung unter Premier Donald Tusk eine Erhöhung der Glücksspielabgaben, um das Budget für die Fußball-EM 2012 (gemeinsam mit der Ukraine veranstaltet) zu finanzieren. Daraufhin übten unter anderem Lobbyisten der Glücksspielbetreiber Einfluss auf polnische Regierungsmitglieder gegen diese Abgabenerhöhung aus. Die Tageszeitung Rzeczpospolita veröffentlichte als sogenanntes „Black Jack Gate“ Tonbandmitschnitte der Anti-Korruptionsbehörde CBA. Infolge der Veröffentlichung traten mehrere Minister zurück: Innenminister Grzegorz Schetyna, Justizminister Andrzej Czuma und Vize-Wirtschaftsminister Andrzej Szejnfeld. Gegen den Chef der Antikorruptionsbehörde CBA, Mariusz Kamiński, wurden Amtsmissbrauchs-Vorwürfe wegen der Weitergabe der Mitschnitte an die Presse erhoben.

### Korruptionsvorwürfe in Rumänien
Laut einem ORF-Bericht vom 4. Oktober 2015 ermittelt die rumänische Anti-Korruptionsagentur im Zusammenhang mit einem Joint-Venture mit dem Staatsbetrieb Lotteria Romana. Im Rahmen der 2013 geschlossenen Verträge sollten 10.000 Spielgeräte geliefert und die Gewinne geteilt werden. Ein weiterer Passus garantiert dem rumänischen Partner eine einmalige Mindestzahlung von 75 Millionen Euro sofern die 10.000 Automaten erreicht werden.
Laut einer Pressemitteilung der Novomatic vom 22. Oktober 2015 ist die Umsetzung noch nicht abgeschlossen, da noch nicht genügend Standorte für die Inbetriebnahme der Spielgeräte bereitgestellt wurden.
Ein Beitrag eines Blogs aus Belgrad vom 18. April 2016 nannte als wahrscheinlichste Erklärung für die Vorwürfe eine konzertierte Negativkampagne einiger Politiker und der Medien, die Novomatic als Sündenbock benutzten, um einen Korruptionsskandal gegen bestimmte Beamte zu generieren.

### Ibiza-Affäre
In einem im Juli 2017 heimlich gefilmten Video, das im Mai 2019 dem Spiegel und der Süddeutschen Zeitung zugespielt wurde, behauptet der damalige FPÖ-Parteivorsitzende Heinz-Christian Strache, dass Milliardäre wie René Benko, Gaston Glock, Dietrich Mateschitz und Heidi Horten sowie der Glücksspielkonzern Novomatic über einen Tarnverein der FPÖ unter Verletzung der gesetzlichen Regeln für Parteienfinanzierung in Österreich für den Wahlkampf der FPÖ spenden würden. Alle im Video als Spender genannten Personen und Firmen bestritten noch am selben Tag die Vorgänge.
Im August 2019 kamen weitere Vorwürfe zu angebliche Absprachen auf, die von Novomatic als haltlos abgestritten wurden.
Am 26. Februar 2021 wurde bekannt, dass Novomatic als Reaktion auf Recherchen von profil, Standard und ZIB2 – die Ergebnisse der Recherchen wurden noch nicht veröffentlicht – eine Anzeige gegen Unbekannt wegen „rechtswidriger Informationsweitergabe“ an die recherchierenden Journalisten eingebracht habe. In einer Anfrage hatten diese Medien dem Glücksspielkonzern eine Sponsoring- und Spendenübersicht vorgehalten. Diese sei bei Ermittlungen sichergestellt worden. Laut Novomatic handle es sich um „vertrauliche Unternehmensinformationen, die wohl nur unter Verletzung rechtlicher Bestimmungen erlangt werden konnten“. Diese Datei sei bisher ausschließlich der Ermittlungsbehörde sowie dem „Ibiza“-Untersuchungsausschuss vorgelegen worden und unterliege dort der Verschwiegenheit.